# Alex King
Alexander David King (Brighton, 17 gennaio 1975) è un allenatore ed ex giocatore di rugby a 15 internazionale per l'Inghilterra, in carriera mediano d'apertura e due volte campione d'Europa di club con London Wasps, club nel quale militò fino al 2007.
Dal 2020 è il tecnico dei tre quarti del Gloucester.

## Biografia
Proveniente da Brighton (East Sussex, sud dell'Inghilterra), King crebbe nel Rosslyn Park, club londinese, prima di essere ingaggiato nel 1996 dagli Wasps.
Con il club giallonero disputò il suo primo incontro con i concittadini del Saracens; in campionato debuttò invece contro un'altra squadra della capitale, i London Irish.
Sempre in quella stagione prese parte alla prima edizione della Heineken Cup, disputandovi due match, contro Tolosa e Milan, con 18 punti complessivi.
Nel giugno 1997 fu convocato in Nazionale inglese, nella quale esordì durante un tour in Sudamerica, a Buenos Aires (sconfitta in un test match contro l'Argentina).
A causa degli infortuni cui fu soggetto, non riuscì mai a imporsi in pianta stabile, e così dovette saltare la Coppa del Mondo di rugby 1999; stessa sorte anche in seguito, stante anche l'affermazione nel ruolo di Jonny Wilkinson.
Furono solo 5 le presenze internazionali, con 23 punti; tra di esse anche una presenza, contro l'Italia a Roma, nel Sei Nazioni 2000, che l'Inghilterra vinse.
A livello di club, invece, King si aggiudicò quattro campionati inglesi (1997 e poi tre consecutivi tra il 2003 e il 2005) più due coppe d'Europa, nel 2003-04 e nel 2006-07, quest'ultima ottenuta anche grazie a 15 punti personali (4 piazzati e un drop) marcati nella gara di finale; sempre a livello internazionale King vanta una Challenge Cup nel 2002-03.
Il 2007 fu anche l'anno in cui, dopo 11 stagioni, King lasciò Londra dopo 1000 punti in campionato e 1522 in tutte le competizioni ufficiali cui London Wasps prese parte; si trasferì in Francia, presso il Clermont, con un contratto di un solo anno e l'opzione per l'entrata nello staff tecnico a fine attività.
Ritiratosi nel 2008 dall'attività agonistica, King è rimasto nel Clermont come assistente allenatore dei tre quarti.

## Palmarès
- Premiership: 4
Wasps: 1996-97, 2002-03, 2003-04, 2004-05
- Coppe Anglo-Gallesi: 2
Wasps: 1998-99, 1999-2000
- Heineken Cup: 2
Wasps: 2003-04, 2006-07
- Challenge Cup: 1
Wasps: 2002-03